# أنيسكا جوتشيميك
أنيسكا جوتشيميك (بالبولندية: Agnieszka Jochymek) مواليد 10 سبتمبر 1985 في بولندا، هي لاعبة كرة يد بولندية تلعب كجناح أيسر. مثلت منتخب بولندا لكرة اليد للسيدات.

## سجل المنافسة
شاركت في البطولات التالية:
- بطولة العالم لكرة اليد للسيدات 2013